# The New Breed (50-Cent-Album)
The New Breed (englisch etwa für „die neue Art“) ist ein Videoalbum des US-amerikanischen Rappers 50 Cent. Es wurde am 15. April 2003 über die Labels Interscope Records, Aftermath Entertainment und Shady Records veröffentlicht. Von der FSK ist das Album ab zwölf Jahren freigegeben. Neben der DVD ist auch eine CD mit drei Liedern enthalten.

## Inhalt
Die DVD dokumentiert 50 Cents Arbeit im Studio an verschiedenen Liedern sowie den Entstehungsprozess seines Debütalbums Get Rich or Die Tryin’, das im Februar 2003 erschien. Bei dem Dokumentarfilm führten Don Robinson und Damon Johnson Regie. Daneben sind die Musikvideos zu den Songs Heat, Wanksta und In da Club sowie ein Live-Auftritt in Detroit enthalten. Neben 50 Cent treten auch die G-Unit-Rapper Tony Yayo und Lloyd Banks sowie seine Mentoren Eminem und Dr. Dre in Erscheinung, die auch als Executive Producers der DVD fungierten.

## Covergestaltung
Das Albumcover zeigt 50 Cent, der eine schusssichere Weste, eine Kette sowie ein schwarzes Basecap trägt und den Betrachter mit ernstem Blick ansieht. Rechts oben im Bild befinden sich die weißen Schriftzüge 50 Cent, The New Breed und DVD. Im Hintergrund ist ein von Zäunen umgebener Durchgang zu sehen.

## Titelliste
| #   | Titel                                 |
| --- | ------------------------------------- |
| I   | The Documentary                       |
| 1   | 50 Cent: The New Breed                |
| 2   | Tony Yayo: The Interview              |
| II  | The Music Videos                      |
| 3   | Heat                                  |
| 4   | Wanksta: Behind the Scenes            |
| 5   | Wanksta                               |
| 6   | In da Club: Behind the Scenes         |
| 7   | In da Club                            |
| 8   | Heat: The Street Version              |
| III | The Detroit Show (live)               |
| 9   | Not Like Me                           |
| 10  | Wanksta                               |
| 11  | Patiently Waiting (feat. Eminem)      |
| 12  | Love Me (feat. Eminem und Obie Trice) |
| 13  | Rap Game (feat. D12)                  |
| 14  | In da Club                            |
| 15  | The Detroit Show: Behind the Scenes   |
| IV  | Bonus Material                        |
| 16  | Wanksta (Sessions @ AOL)              |
| 17  | In da Club (Sessions @ AOL)           |
| 18  | Round Here (Sessions @ AOL)           |
| 19  | 8 Mile DVD Trailer                    |

| # | Titel                      | Musiker                         | Produzent | Länge |
| - | -------------------------- | ------------------------------- | --------- | ----- |
| 1 | True Loyalty               | 50 Cent, Lloyd Banks, Tony Yayo | Red Spyda | 3:02  |
| 2 | 8 Mile Road (G-Unit Remix) | 50 Cent, Lloyd Banks, Tony Yayo | Eminem    | 3:45  |
| 3 | In da Hood                 | 50 Cent, Brooklyn               | Dr. Dre   | 2:49  |

## Chartplatzierungen und Auszeichnungen
The New Breed stieg am 3. Mai 2003 auf Platz 2 in die US-amerikanischen Albumcharts ein und konnte sich insgesamt 17 Wochen in den Top 200 halten. Das Videoalbum verkaufte sich bis Ende 2003 über 645.000 Mal in den Vereinigten Staaten und war dort die erfolgreichste Musik-DVD des Jahres. In den deutschen Charts konnte es sich hingegen nicht platzieren.
Im Vereinigten Königreich erhielt das Videoalbum für mehr als 25.000 verkaufte Exemplare im Jahr 2013 eine Goldene Schallplatte.

| Land/Region                  | Auszeichnungen für Musikverkäufe (Land/Region, Auszeichnung, Verkäufe) | Verkäufe |
| ---------------------------- | ---------------------------------------------------------------------- | -------- |
| Australien (ARIA)            | Platin                                                                 | 15.000   |
| Vereinigtes Königreich (BPI) | Gold                                                                   | 25.000   |
| Insgesamt                    | 1× Gold · 1× Platin ·                                                  | 40.000   |

Hauptartikel: 50 Cent/Auszeichnungen für Musikverkäufe